# Kreditor
Kreditor är den som lånar ut pengar eller låter en köpare handla på kredit. Debitor är den som tar ett lån eller handlar på kredit. Båda termerna används i företagsekonomi.